# Chalepus bicolor
Chalepus bicolor es un coleóptero de la familia Chrysomelidae.
Fue descrita científicamente en 1792 por Olivier.

## Descripción
Es un escarabajo alargado y de lados rectos, de 6.3-7.6 mm, de color negro con pronoto y escutelo rojos. Su cabeza es negra con clípeo burdamente punteado, y el pronoto suele tener manchas negras. Las larvas se alimentan de plantas como Dichanthelium clandestinum, D. dichotomum y D. oligosanthes.

## Distribución
Los adultos se encuentran en las plantas huésped de las larvas a finales de primavera y verano, distribuyéndose desde Nueva York y Ontario hasta Florida, y al oeste hasta Kansas, Oklahoma y Texas.